# アヴィグドール・リーベルマン
アヴィグドール・リーベルマン（Avigdor Lieberman、ヘブライ語：אביגדור ליברמן、生名：イヴェト・リーベルマン（Evet Lvovich Lieberman、ロシア語：Эве́т Льво́вич Ли́берман、1958年6月5日 - ） は、モルドバ出身のイスラエルの政治家。イスラエル国外務大臣を務めるも、2012年12月に辞任（後述）したが、翌年11月外相に復帰した。2018年時点ではネタニヤフ首相が外務大臣を兼任している。ロシア系ユダヤ人。イスラエル国会議員で当選4回。極右政党「イスラエル我が家」の現党首。カタカナ表記は「リーバーマン」とも。

## 来歴
1958年6月5日、ソビエト連邦・モルダビア・ソビエト社会主義共和国（現モルドバ）のキシナウに生まれる。若い頃はキシナウのナイトクラブで用心棒をしていた。
1978年、20歳の時にイスラエルに移住し、ヘブライ大学で政治学、国際関係学を学び、卒業する。青年時にはラビ・メイル・カハネに傾倒していた。その後、ベンヤミン・ネタニヤフ政権下で内閣の事務局長を務めたが、連立政権に不満を持ち辞職した。
1999年に、旧ソ連・東欧からの帰還者が中心となりイスラエル我が家を創設し、同年の総選挙でクネセト議員に初当選する。2001年に発足した、アリエル・シャロン政権下では、国家基盤相として初入閣するが、翌年3月にヤーセル・アラファト議長に対する姿勢が弱腰だとして政権を離脱。2003年のシャロン政権2期目にも運輸相として入閣を果たすが、同政権が目指したガザからの全面撤退を目指したガザ地区撤退計画に反対したことで解任される(正確には、同計画の閣議決定直前に、国家統一党のベニー・エロン観光相と共に解任される。イスラエルの閣議決定は日本とは異なり多数決で決定される為、反対が確実視されていた2名をシャロンが先手を打って解任した）。
2013年1月の第19回クネセト選挙ではイスラエル我が家(イスラエル・ベイテイヌ)はリクードと政党連合(選挙同盟)「リクードとイスラエル・ベイテイヌ」を組んで戦った。ネタニヤフとリーベルマンはこの政党連合が政権を取った場合にネタニヤフが首相を3年間務めた後にリーベルマンが首相を引き継ぐことで合意したという報道もあった。前回の第18回クネセト総選挙ではリクードは27議席でイスラエルベイテイヌは15議席だったが、この第19回ではこの政党連合は合わせて11議席減らして31議席になり、第一党になった。3月に第3次ネタニヤフ内閣(第33代政府)が発足した。リクードとイスラエル・ベイテイヌの政党連合は2014年7月に解消された。3年経たずに議会は解散し、2015年3月に第20回クネセト選挙が行われた。

## 政治姿勢
かつては、ラビ・カハネに傾倒していた経緯から、パレスチナとの妥協には一切反対する極めて強硬な立場を取っていた。世俗主義であるものの、旧約聖書の解釈を厳格化させた大イスラエル主義（「約束の地」の範囲を元々イスラエルのものと捉える思想）を掲げており、シナイ半島からヨルダン川東岸を固有の版図とした領土拡張主義を長年とってきたが、2005年政策を大きく転換させる。現在は、ヨルダン川西岸などのユダヤ人入植地をイスラエルが併合する一方、イスラエルに住むアラブ系住民の土地をパレスチナ側に譲渡させる「住民・土地交換論」を主張。この政策が人心を掴み、2006年の総選挙では11議席を獲得。2009年総選挙では「（ユダヤ人国家への）忠誠なくして市民権なし」をスローガンにして臨み、15議席に躍進。左派からは、極右と激しく批判を受ける一方、急進右派や、より過激なカハネ主義者からは日和見的と批判を受ける。
2008年12月27日から始まったガザ紛争についてテル・アヴィヴのバル＝イラン大学の講演 で、「イスラエルは、ハマースに勢力がある間は、安全でない。ハマースの戦意を萎えさせる決起が必要だ」と発言、また、「我々は、アメリカが日本に対して第二次世界大戦中に行ったのと同様、ハマースとの戦いを続けなければならない。当時も、占領は不要だった」と発言し、ハマースの戦意が萎えるまで闘い続けるよう訴えた。同発言を報じた『エルサレム・ポスト』は、広島、長崎への原子爆弾投下を引き、暗にハマースへの原爆投下を指すと報じた。イスラエル我が家のスポークスマンは、共同通信社の取材に対し「日本に対する米国の抑止力についての話であり、核兵器使用に言及したものではない」と説明した。
また、リーベルマンはハマースと接触したアラブ系国会議員の処刑を主張している。イスラエル我が家は、党のテレビCMの中においても、アラブ系国会議員を一人一人名指しで「恥を知れ」と糾弾している。また、リーベルマンはアラブ系議員のクネセト追放を主張しており、このことでアラブ系議員との衝突が起きている。リーベルマンがテレビ局のインタビューに応えているときに突如現れ、リーベルマンを眼前で「ファシスト」などと非難したアラブ系議員タレブ・エル・サナに対し、「あなたはテロリストだ」などと言い返した。また、同じくアラブ系議員ワセル・タハに対しクネセトでの演説で「あなたはテロ組織の代理人だ」などと非難、激しく言い争ったこともある。
2009年3月31日、組閣交渉の末ネタニヤフが政権復帰すると、リーベルマンは外相となった。4月1日の新旧外相引き継ぎ演説で、前のオルメルト政権とパレスチナ自治政府が2007年11月にアナポリスで行った和平交渉再開合意を「イスラエルに履行義務がある文書は1つきりで、それはアナポリス会議の覚書ではない。（2003年に示された）ロードマップだけだ。イスラエル政府と議会は、アナポリスを一度も承認してはいない」と否定し、パレスチナ国家を承認しない見解を示した。同月6日、バラク・オバマ米大統領のアナポリス支持の発言を受け、同月7日、イスラエルは人に干渉することも人から監督を受けることも望まないと表明した。
イスラエル我が家は2009年6月に、アラブ系住民の市民権について、市民権付与の条件としてユダヤ人国家への忠誠を誓うことを定めた「忠誠法案」を提出したが、世論の反発が強く、そして議会でも連立相手の労働党は反対し、リクードも最終的には反対に周り、法案は多数決で否決された。
2010年12月26日、リーベルマンは「トルコ人たちは嘘つきで、また、パレスチナ自治政府は違法であり、そして、ネタニヤフは非現実的だ」と言う趣旨の発言をし、物議を醸した。ネタニヤフはすぐさま「首相のみにイスラエルの政治を動かす権利がある」と反論、リーベルマンへの不快感を露にした。
2011年1月5日には、リーベルマンが主導し、イスラエル国内の人権団体の資金源の調査を可能にする法案をクネセトで賛成多数で可決させた。これについては、「民主主義の死を告げるもの」などと、諸外国のみならずイスラエル国内でも批判の声が挙がっている。
2015年3月17日、イスラエル国家に忠誠を誓わないアラブ系イスラエル人は「斬首の刑」に処すべきだと発言し、問題となった。他にも、「（アラブ系住民が多数を占める都市）ウム・アル・ファハムがイスラエル領内に留まる理由はない」、「ナクバの日（大災厄の意。イスラエルの独立記念日をアラブ系の住民はこう呼ぶ）」に黒い旗を掲げるアラブ系住民をパレスチナ自治区に追いやるべきだとも発言した。イスラエルの右派は、この演説を聞いて熱狂した。

## 疑惑
リーベルマンには以下に示すような疑惑が持ち上がっており、特に信託義務違反容疑による起訴決定は、当時外務大臣の職にあったリーベルマンを辞任に追い込んだ。
2009年2月3日、イスラエルの大手新聞「ハアレツ」がリーベルマンが青年時代にメイル・カハネに傾倒していただけでなく、実際にカハネが党首を務めていた人種差別的信条を掲げていた極右政党「カハ」の党員であったとスクープしたが、リーベルマンはこれを否定している。
2001年から2008年にかけて、娘の名義を使って設立した架空の会社を使って複数の事業家から合計120万USドルを不正に受け取った収賄容疑が持たれた。2011年4月には収賄や資金洗浄の容疑で起訴される可能性が報じられ、有罪になれば禁錮10年の刑になるとされたが、起訴には至っていない。
2012年12月には司法当局がリーベルマンを信託義務違反の容疑で起訴すると発表。2008年に駐ベラルーシ大使から、自身の収賄容疑に関する情報を得たものの、これを公表せず、大使の昇進などに便宜を図った疑惑が持ち上がっており、これが職務上の義務の不履行につながったと判断された。直後にリーベルマンは外務大臣を退く意向であると報じられ、同月18日、外相を辞任した（外相はネタニヤフ首相が兼任）。同月30日、イスラエル検察当局はリーベルマンを信託義務違反の罪で起訴した が、翌年11月6日無罪判決が出た。

## その他
その右翼的信条から、エジプトやヨルダンといったイスラエルと国交のあるアラブ諸国から会談をボイコットされている。
2010年5月31日に発生したガザ支援客船拿捕事件で、イスラエルがトルコに謝罪するか、もしくは国際調査を受け入れなければ国交を断絶するという意思をトルコ政府が示していることに対し、「謝罪する気など全く無い」と突っぱねた。トルコとイスラエルの今後の関係が危ぶまれている。
私生活では、2人の娘と1人の息子がいる。ヘブライ語のほかに、ルーマニア語、ロシア語、英語を話す。
イスラエルの新聞「ハアレツ」は、リーベルマンを「新たなメイル・カハネ」と評している。また、ハアレツ記者のエルダド・ヤニヴは、2011年3月31日付けの記事で、リーベルマンはレイシストであり、イスラエルの民主主義を守るためにリーベルマンを止める必要があると訴えている。
また、日本との関係では、リーベルマンは2010年5月に訪日、イスラエルが最も重視するイランの核武装の脅威を訴えると共に、イランと北朝鮮の連携についても警告した。